# Ermita de San Cristóbal (Montpedrós)
San Cristóbal de Montpedrós, o de Hortoneda, o simplemente San Cristóbal, es una ermita románica del municipio de Conca de Dalt, en el Pallars Jussá de la provincia de Lérida, Cataluña, España.
Hasta 1969 formaba parte del término municipal de Hortoneda de la Conca. No es cerca de un núcleo de población actual y, en cambio, muy cerca de la cima del Montpedrós, del que dista poco más de 500 metros.
Es un pequeño edificio de una sola nave, cubierta con bóveda de cañón y un ábside semicircular a levante que se abre directamente sobre la nave. La puerta es a poniente, y en el centro del ábside se abre una ventana de doble derrame. El conjunto pertenece a una obra rústica del siglo XII. Se dice que es la iglesia más pequeña de Cataluña.